# Robert Martel
Pour les articles homonymes, voir Martel.
Robert Martel, né le 5 mars 1921 à Alger et mort le 21 décembre 1997 à Bain-de-Bretagne, est un partisan de l'Algérie française surnommé « le Chouan de la Mitidja », catholique, contre-révolutionnaire et fondateur de l'Union Française Nord-Africaine (UFNA), puis du Mouvement populaire du 13-Mai à la suite du coup d'État du 13 mai 1958.

## Biographie
Martel est un grand propriétaire à la tête de 300 hectares de vignes dans la plaine de la Mitidja, à Chebli. Monarchiste, catholique intransigeant, il est nostalgique de Vichy. 
Membre de l'UDCA poujadiste, il intègre en 1954 le Groupe des Sept, alliance anti-indépendantiste secrète passée à Alger durant la guerre d'Algérie, entre des dirigeants de groupuscules contre-révolutionnaire locaux, personnalités poujadistes influentes et théoriciens révolutionnaires. Cet état-major clandestin infiltre le comité de Vigilance mis en place par le militant gaulliste Léon Delbecque. Le but des Sept est de planifier et mettre en place un complot visant à renverser le régime de la Quatrième République, ses successifs gouvernements étant jugés favorables à « l'abandon » des départements français d'Algérie par la République, et à remettre le pouvoir entre les mains de l'armée et du général Salan.

### La manifestation du 13 mai 1958
Martel est un des principaux organisateurs de la manifestation du 13 mai 1958 , préparée la veille en secret : 
- Après le dépôt d’une gerbe au monument aux morts, la foule s’agite, chante La Marseillaise et scande : « Algérie française ! ». L’opération « Résurrection » est préparée : elle doit permettre aux parachutistes basés en Corse et venus d’Algérie de prendre de contrôle de la capitale[précision nécessaire].
- Au volant d'un camion GMC des parachutistes, Pierre Lagaillarde enfonce la grille interdisant l'accès au bâtiment du Gouvernement Général de l'Algérie (GG du Forum d'Alger) et permet ainsi à l'insurrection populaire emmené par Martel sous sa bannière de s’emparer du lieu.
- Le lendemain, Martel essaie de faire acclamer exclusivement le général Salan par la foule et l'armée. Mais le public se tourne vers le général de Gaulle lorsque le général Salan sur proposition insistante de Léon Delbecque lance un ultime "Vive De Gaulle !".  En dépit de ce choix stratégique qu'il ne cessera de condamner, Martel décide de fonder le Mouvement populaire du 13-Mai. Il est très hostile à la politique du général de Gaulle, et de ses émissaires en Algérie comme Léon Delbecque, estimant qu'ils vont "trahir l'Algérie française".

À la suite de la prise temporaire du commandement civil et militaire en Algérie par le général Jacques Massu, Robert Martel devient membre du Comité de salut public (1958) d'Alger présidé par le général Raoul Salan. Il participe ensuite à la semaine des barricades d’Alger du 24 janvier au 1er février 1960. Cofondateur de l'OAS, il en prend rapidement ses distances, l'organisation étant médiante devant ses prétentions à prendre la tête du mouvement (selon lui, c'est son opposition à la violence armée qui est la cause de son désengagement).
Vivant clandestinement à partir de 1960, il est arrêté en 1963 et est condamné à cinq ans de prison pour sa participation à la journée des barricades, puis 18 mois pour complot contre l'autorité de l'État (les deux peines étant confondues). Il bénéficie de la loi d'amnistie générale en 1968. Il se retire près de Poitiers, et décède à Bain-de-Bretagne en 1997. 